# Rhytiphora dunni
Rhytiphora dunni là một loài bọ cánh cứng trong họ Cerambycidae.